# Прибалтійський економічний район
Прибалтійський економічний район
- історично — один з 19 економічних районів СРСР, складався з трьох балтійських союзних республік (Латвійська РСР, Литовська РСР, Естонська РСР) та Калінінградської області РРФСР[1].
- в економіко-географічному аналізі світогосподарського розміщення факторів виробництва — історично сформований комплекс взаємопов'язаних економік, транспортних та природних структур Латвії, Литви, Естонії та Калінінградської області РФ, який розглядається як однієї з місцевих передумов сучасного розвитку європейської інтеграції та прикордонного співробітництва.

Район розташований на Східно-Європейській рівнині; типовий рельєф — холмисто-моренні гряди та піднесеності Балтійської гряди, розділені озерно-льодовиковими та зандровими низинами. Багато озер, боліт та лугів. Головні височини — Жямайтська, Латгальська, Відземська, Ханья, Отепя, заввишки 200—250 м. Максимальна висота — 317 м (Суур-Мунамягі, в Естонії поблизу кордону з Латвією). Низовини — Середньолитовська, Середньолатвівйська та Західно-Естонська. 
| Держава | Площа (км²) | Населення (2006) |
| ------- | ----------- | ---------------- |
| Литва   | 65 200      | 3 585 906        |
| Латвія  | 64 589      | 2 290 237        |
| Естонія | 45 226      | 1 327 000        |
| Росія1) | 15 100      | 937 900          |

Клімат вологий; літо помірно тепле, зима м'яка. Переважний тип лісів — змішані хвойно-листяні; з порід дерев — сосна, ялина, береза, осика, вільха. Місцями трапляються широколистяні породи: дуб і липа, на півдні району — ясен та граб. Ліси займають 32 % території району. 
Населення — 8 701 тис. осіб (1987): литовці, латвійці, естонці, росіяни, євреї, білоруси та ін. Середня густота населення (1975) - 41,8 осіб /км². При території, що становила близько 1 % площі СРСР, на район доводилося 3,2 % населення країни. 

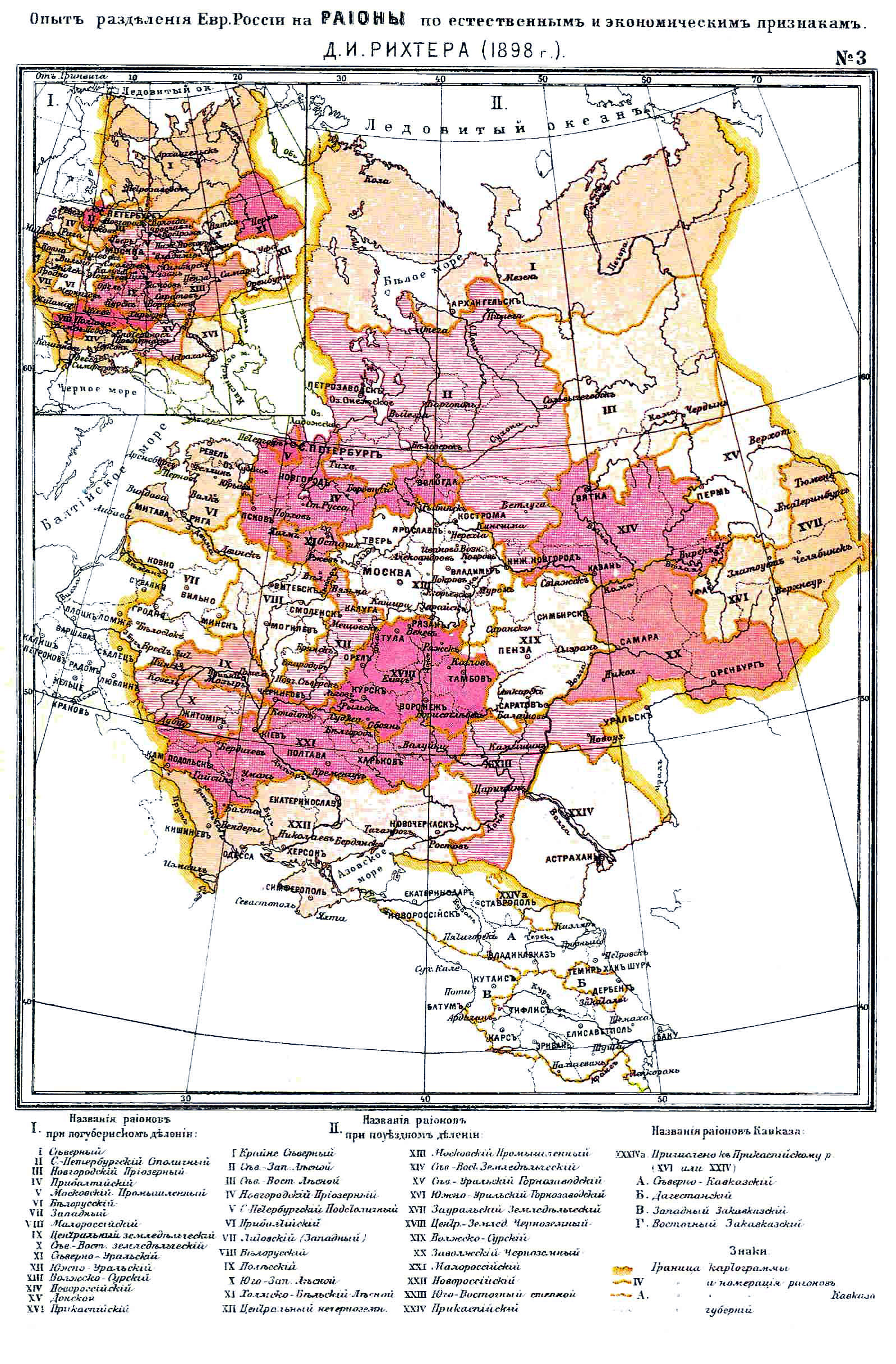
Районування за Д. І. Ріхтером (1898)

## Загальносоюзна спеціалізація
Основна спеціалізація промисловості в загальносоюзному масштабі: трудомісткі, обробні галузі, серед яких виділяється машинобудування (електротехніка, радіоелектроніка, верстатобудування, приладобудування, суднобудування, тощо. Були розвинені також харчова та легка промисловість. Сільське господарство інтенсивного типу, особливо розвинене тваринництво та рибальство. 
Унікальною спеціалізацією Балтії є бурштин. Основний його видобуток ведеться в Калінінградській області; річна потужність кар'єру — від 400 до 1000 т бурштину; по вичерпанні запасів велася розвідка та облаштування нових родовищ. 
Сприятливе приморське географічне положення та морський вихід в Атлантичний океан забезпечили країнам Балтії розвиток рибальства та рибопереробної промисловості, морського суднобудування та судноремонту. Розвинений морський транспорт та портове господарство; порти союзного значення — Рига, Калінінград, Таллінн, Клайпеда, Лієпая, Вентспілс — відігравали важливу роль у зовнішньоторговельних морських перевезеннях СРСР. До Другої світової війни вилов риби вівся лише в Балтійському морі; після приєднання до СРСР балтійські республіки отримали сучасний океанський рибальський флот, що дозволив перейти до лову риби головним чином в Атлантичному океані. 
Балтія була тісно інтегрована в загальносоюзну систему розміщення продуктивних сил, що забезпечувало високу ефективність використання її природного та трудового потенціалу. 
Головними складовими ввезення з інших економічних районів були паливо та сировина: нафтопродукти, природний газ, вугілля, прокат чорних та кольорових металів, ділова деревина, пиломатеріали, бавовна, шерсть, а також деякі види машин (трактори, комбайни, автомобілі) та устаткування. Ввозилося також продуктове та фуражне зерно. 
У структурі вивозу виділялися: рибна продукція, радіоприймачі, магнітофони, рахункові машини, телефонна апаратура, прилади, металорізальні верстати, пасажирські електровагони, трамваї, мікроавтобуси, мопеди, електровиробами, папір, фанера, меблі, тканини, трикотаж, бурштинові вироби, тваринне масло, м'ясо, сир. 
Прибалтика була в СРСР третьою за важливістю, забезпеченістю інфраструктурою та популярністю зоною курортів та туризму після Чорноморського узбережжя Кавказу та Криму. Специфіка геологічної будови, наявність обширний пляжів, мальовничих озерно-лісових місцевостей, а також мінеральних джерел дозволила створити розгалужену мережу курортів (в тому числі лікувальних) та центрів відпочинку. У їх числі: 
- в Естонії — Пярну, Хаапсалу, Нарва-Йиесуу
- в Латвії — Юрмала, Балдоне
- в Литві — Паланга, Друскінінкай, Бірштонас, Лікенай
- в Калінінградській області — Світлогорськ, Зеленоградськ.

## Транспортна інфраструктура
Серед інших економічних районів СРСР Балтія відрізнялася великою густотою мережі залізниць (6,19 тис. км), автомобільних доріг з твердим покриттям (56 тис. км), а також розвиненим річковим судноплавством (Нямунас, Преголя, Даугава, Лієлупе, Вента, Емайигі, Нарва). Протяжність внутрішніх судноплавних водних шляхів становила (включаючи Чудське та Псковське озера) 2 тис. км (1973). 